# 리처드 브린슬리 셰리든

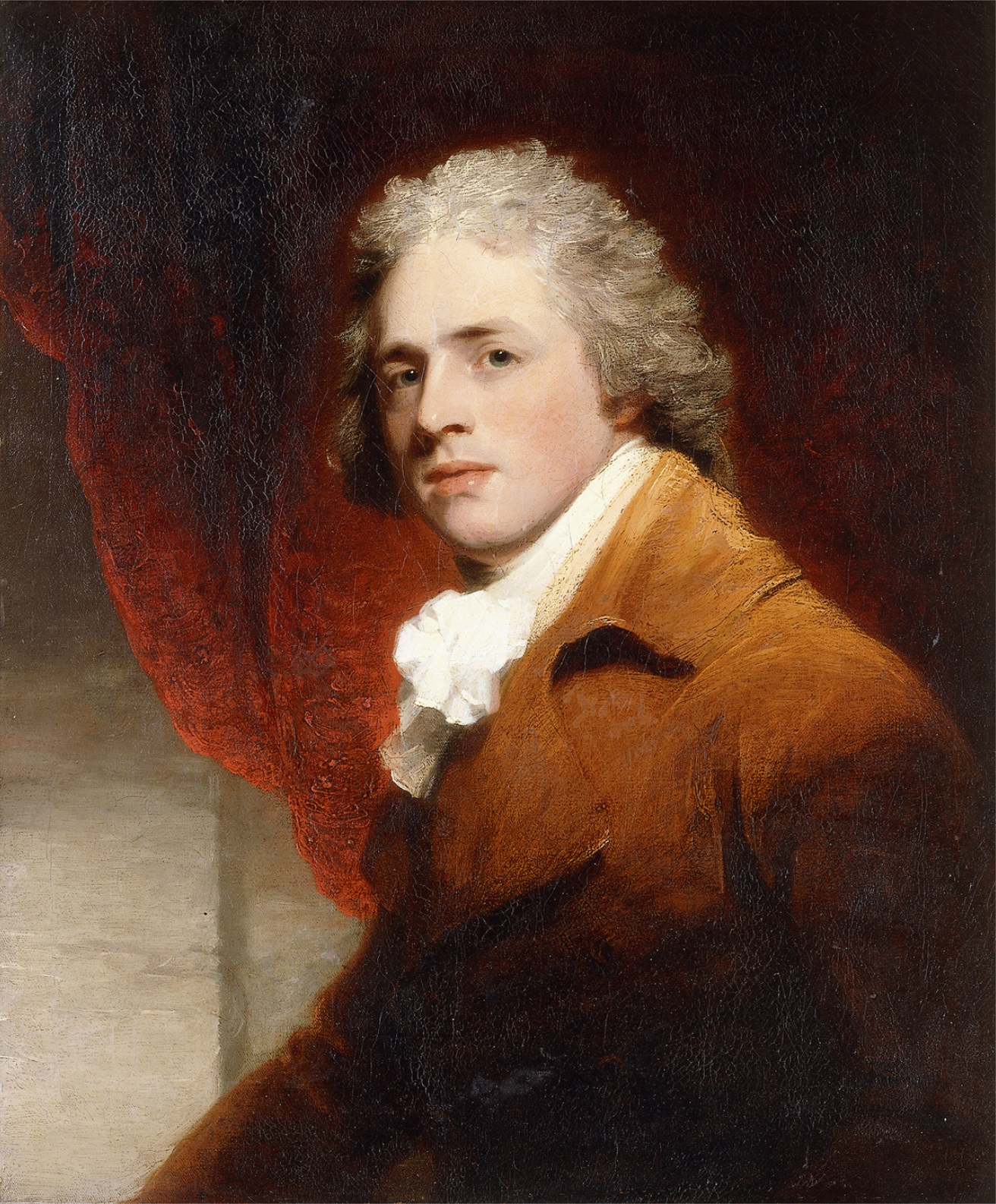
초상화

리처드 브린슬리 버틀러 셰리든(Richard Brinsley Butler Sheridan, 1751년 10월 30일 ~ 1816년 7월 7일)은 아일랜드의 시인이다.
1751년 아일랜드의 더블린에서 태어났다. 그의 부모는 경제적으로 여유로웠던 것으로 보이며 그가 7세가 되던 해에 영국으로 이주해 남은 평생을 영국에서 살았다. 셰리든은 시인이자 극작가로, 풍자가로 영국에서 많은 인기를 누린다. 1775년에 ＜경쟁자들(The Rivals)＞을, 2년 후에는 ＜스캔들 학교(The School for Scandal)＞를 썼고, 작품의 성공에 고무되어 작곡가였던 장인과 함께 오페라 ＜두엔나(Duenna)＞를 무대에 올렸다. 그는 런던 드루리 레인(Drury Lane)에 있던 런던 로열 극장(London Theatre Royal)의 대주주가 되었고, 32년간 영국의회의 일원으로 활동했으며, 후에 영국 국왕이 된 조지 4세(George IV)가 웨일스의 군주(Prince of Wales)로 있을 때 그의 참모 역할도 했다. 사회적 성공을 통해 많은 돈을 벌었으나 가산을 탕진한 뒤 그는 늘그막에 가난과 병에 시달리다 1816년 65세 나이에 죽어 웨스트민스터 사원의 ‘시인들의 구역(poets’ corner)’에 매장되었다.